# Carex crepinii
Carex crepinii là một loài thực vật có hoa trong họ Cói. Loài này được Torges mô tả khoa học đầu tiên năm 1893.